# Kaplica przy al. Leszczynowej na Cmentarzu Centralnym w Szczecinie
Kaplica przy al. Leszczynowej – nieistniejąca już kaplica cmentarna, która w latach 1930–1984 znajdowała się przy alei Leszczynowej na szczecińskim Cmentarzu Centralnym.

## Historia
Prostopadłościenną kaplicę w stylu modernistycznym wybudowano w latach 1928–1930. Wzniesiono ją w zachodniej części cmentarza, w pobliżu skrzyżowania dzisiejszych alei Leszczynowej i Strumykowej. Spadek terenu od strony wschodniej zniwelowano poprzez wbudowanie w skarpę schodów.
W czasie bombardowań Szczecina w Wielkanoc 1943 r. kaplica doznała znacznych zniszczeń. Straciła wówczas m.in. pokrycie dachu i okna, ale zewnętrzne mury ocalały. Po zakończeniu II wojny światowej przygotowano projekt odbudowy kaplicy, który jednak nie został zrealizowany. W latach 70. XX wieku teren kaplicy porosły drzewa, a samą kaplicę oplótł bluszcz. W 1984 r. postanowiono rozebrać ruiny kaplicy. Powstałe w ten sposób miejsce przekształcono w kwaterę grzebalną. Do czasów współczesnych zachowały się schody prowadzące do strumyka.

## Opis
Kaplica była obiektem prostopadłościennym, modernistycznym. Elewacje wykończone były cegłą klinkierową. Wnętrze kaplicy doświetlały duże pionowe okna ze szczeblinami. Wejście do budynku umieszczono w elewacji zachodniej. Do kaplicy od północy i południa przylegały parterowe dobudówki.